# Dreikönigenhaus (Koblenz)

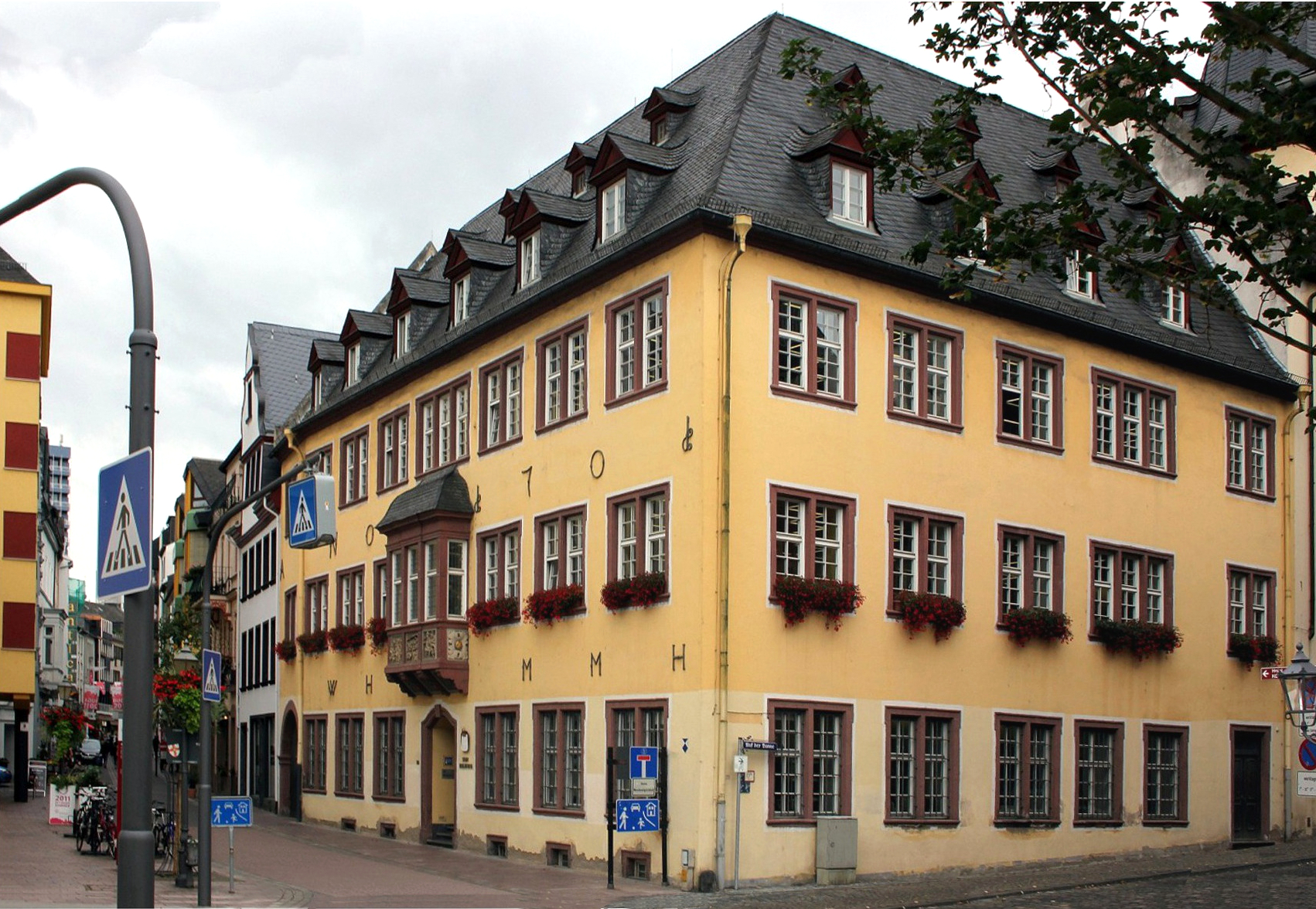
Das Dreikönigenhaus in der Altstadt von Koblenz vor der Restaurierung

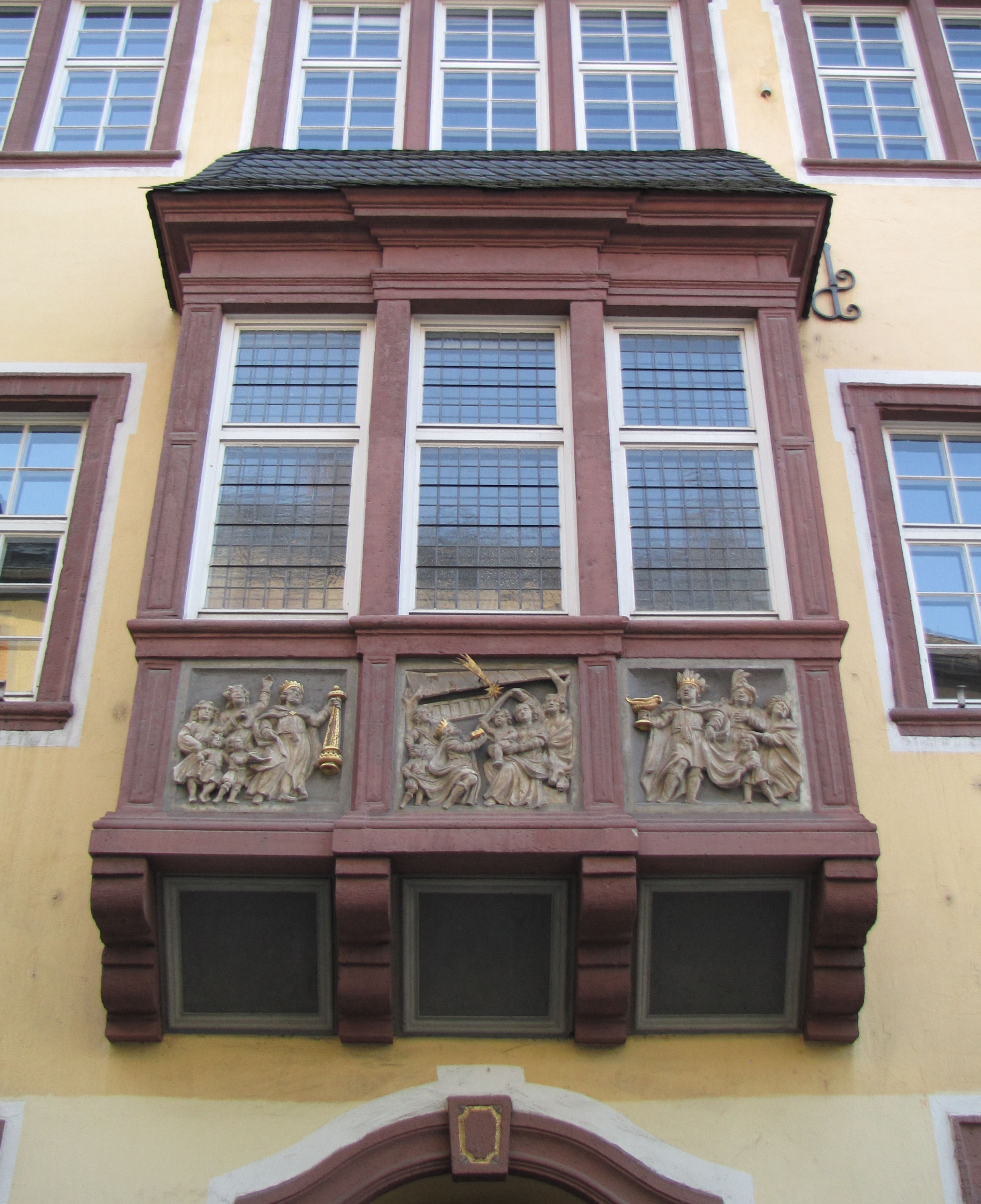
Erker des Dreikönigenhauses mit dem Relief der Heiligen Drei Könige

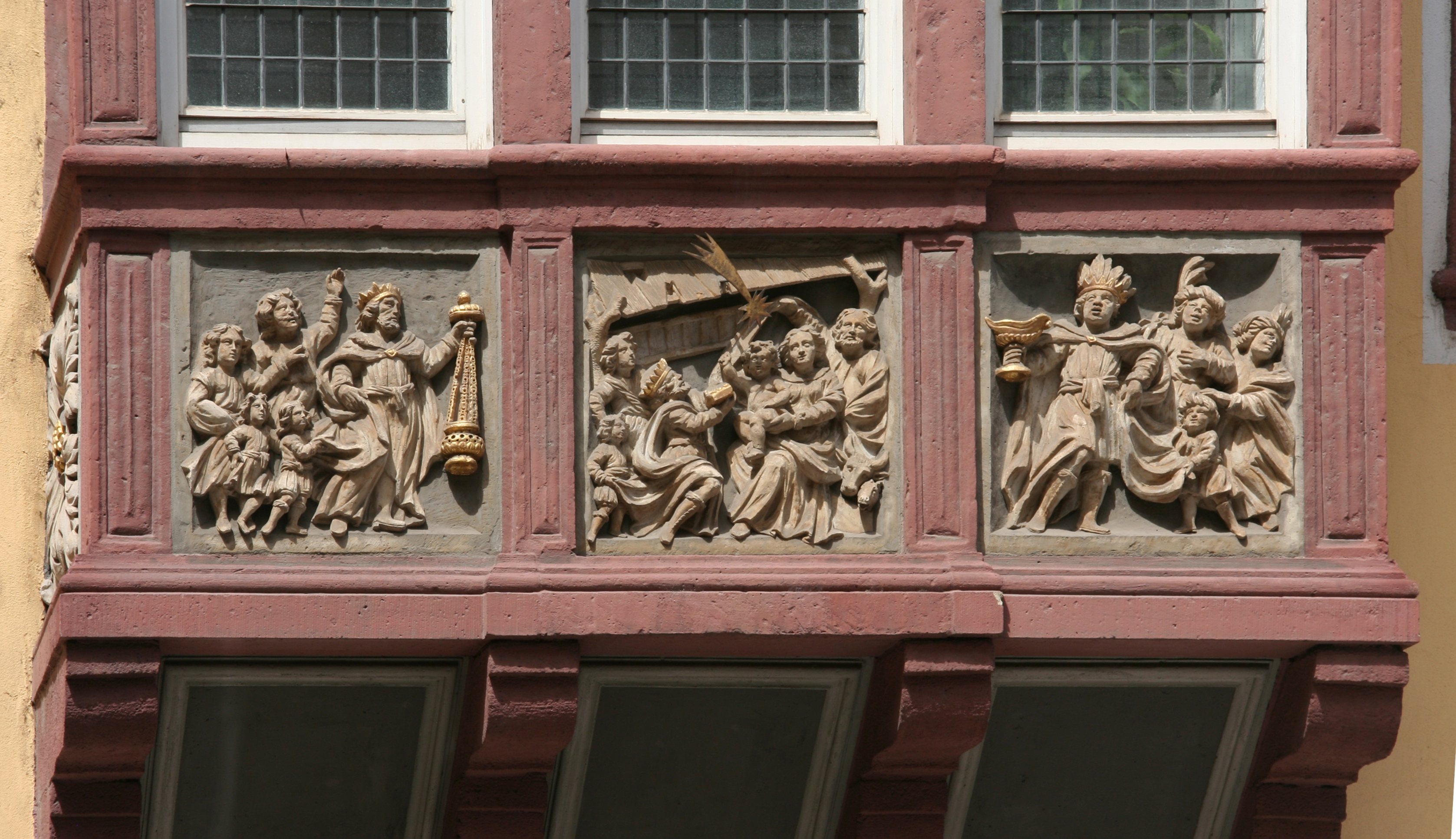
Anbetung der Könige

Das Dreikönigenhaus ist ein Barockbau in der Altstadt von Koblenz. Der 1701 erbaute Adelshof erhielt seinen Namen nach den Heiligen Drei Königen.

## Geschichte
Vor dem Bau lag an der Stelle ein Garten, der in einem Protokoll von 1538 als Heilige-Drei-König-Altarsgarten bezeichnet wurde. Im Jahr 1595 stand dort ein städtisches Haus, das verkauft wurde und in das später der Gasthof zu den drei Königen einzog. Dieses Gebäude wurde wahrscheinlich bei dem verheerenden Bombardement während der Belagerung der Stadt Koblenz 1688 durch französische Truppen im Pfälzischen Erbfolgekrieg zerstört.
Erbaut wurde das heutige Gebäude im Jahr 1701. Bauherr war der Ratsherr Johann Wilhelm Hauschild, in der Literatur wird der kurtrierische Hofbaumeister Johann Christoph Sebastiani als Architekt genannt, der kurz zuvor das Jesuitenkolleg vollendet hatte. Hauschild verpachtete das neu erbaute Haus bald danach. Zu den neuen Mietern gehörte die Familie von Breidbach zu Bürresheim. In dem Gebäude wurde der Mainzer Erzbischof Emmerich Joseph von Breidbach zu Bürresheim (1707–1774) geboren.
Das Haus wurde 1711 von dem Trierer Domdechant Anton Freiherr zu Eltz zu Rübenach gekauft, der für das nun Eltz-Rübenacher Hof heißende Gebäude „adelige Immunität“ forderte, also die Befreiung von Real- und Personallasten. Nach seinem Tod ging das Gebäude auf Damian Lothar von Eltz-Rübenach über, der 1730 in Boppard das Karmeliterkloster neu errichten ließ. Sein Sohn, der kurtrierische Geheimrat Franz Ludwig von Eltz-Rübenach, erweiterte 1779 das Dreikönigenhaus um einen Anbau für Dienerschaft und Wirtschaftszwecke. Die Basalttafel mit der Bauinschrift befindet sich noch heute an der Hoffront.
Während der französischen Besatzungszeit (1794–1814) war im Dreikönigenhaus die Post untergebracht. In dieser Zeit nahm der französische Marschall Michel Ney einmal sein Quartier in dem Gebäude. Die Familie Eltz-Rübenach verkaufte es 1817 für 30.500 Franken an die Kaufleute Philipp Pfender und Georg Bernhard Sehmer.
Im Zweiten Weltkrieg wurde das Dreikönigenhaus bei den Luftangriffen auf Koblenz durch Sprengbomben schwer beschädigt. Bereits 1948 erfolgte ein provisorischer Wiederaufbau. Nach dem endgültigen Wiederaufbau und Restaurierung in den Jahren 1976–1977 zog die Stadtbibliothek Koblenz in das Gebäude ein. Der Wiederaufbau stellte die äußere Form originalgetreu wieder her, im Inneren wurde die hölzerne Treppe in alter Form (aber als feuersichere Betonkonstruktion mit hölzerner Verkleidung) rekonstruiert. Da sämtliche Geschossdecken erneuert werden musste, gingen erhaltene Reste von Stuckdecken endgültig verloren.
Nach Fertigstellung des Forums Confluentes 2013 zog die auf mehrere Gebäude verteilte Stadtbibliothek in das neue Kulturgebäude auf dem Zentralplatz. Im gleichen Jahr verkaufte die Stadt Koblenz das Dreikönigenhaus gemeinsam mit dem Alten Kaufhaus, dem Bürresheimer Hof und dem Schöffenhaus an einen Privatinvestor (ISSOflorinsmarkt GmbH & Co. KG), der die Gebäude sanieren und dann ein hochschulnahes Institut unterbringen will. Die Sanierungsarbeiten am Dreikönigenhaus begannen im Herbst 2014, im November 2015 wurde das sanierte Gebäude wieder eröffnet.

## Bau
Der dreigeschossige zweiflügelige Barockbau hat ein Walmdach mit Gauben. Auf der schlichten Putzfassade zeigen Eisenanker die Jahreszahl 1701 sowie die Initialen WH und MMH (H steht wahrscheinlich für den Erbauer Hauschild). Über dem Eingang springt ein Rechteckerker mit dreigeteilter Reliefdarstellung vor. Das Relief, das als eines der letzten Beispiele solcher Erkerreliefs im Wohnungsbau von Koblenz des 17. und 18. Jahrhunderts erhalten geblieben ist, stellt die Anbetung der Könige (Mt 2,11 ) dar. Im Original erhalten ist die Eingangstür sowie das barocke Treppengitter im Treppenhaus. Das Gebäude ist teilweise unterkellert, ursprünglich wohl zur Einlagerung von Bierfässern, da der Bauherr von Beruf Brauer war. In dem Bruchstein-Gewölbekeller befindet sich ein tief gemauerter Brunnen. 
Seit der letzten Restaurierung präsentiert sich das Gebäude mit einer neuen, weiß-grauen Farbfassung.

## Denkmalschutz
Das Dreikönigenhaus ist ein geschütztes Kulturdenkmal nach dem Denkmalschutzgesetz (DSchG) und in der Denkmalliste des Landes Rheinland-Pfalz eingetragen. Es liegt in der Denkmalzone Altstadt.
Seit 2002 ist das Dreikönigenhaus Teil des UNESCO-Welterbes Oberes Mittelrheintal. Des Weiteren ist es ein geschütztes Kulturgut nach der Haager Konvention und mit dem blau-weißen Schutzzeichen gekennzeichnet.